# Juan Gabriel Díaz Ruiz
Juan Gabriel Díaz Ruiz (nacido el 14 de noviembre de 1960 en Céspedes, provincia de Camagüey, Cuba). Es el Obispo titular de la Diócesis de Matanzas.

## Reseña biográfica
Ingresó al Seminario en el año 1981, en el Seminario de San Basilio Magno del Cobre y luego se trasladó al Seminario San Carlos y San Ambrosio de La Habana.
El 5 de agosto de 1989, es ordenado sacerdote en la iglesia parroquial de la Soledad en la ciudad de Camagüey, por Mons. Adolfo Rodríguez.
En el año 1991, es nombrado Vicario Cooperador de la Parroquia de Ntra. Sra. de la Candelaria de Morón.
En 1999 es enviado a hacer la Licenciatura en Teología Bíblica en la Universidad Gregoriana de Roma.
En 2002 es enviado como misionero a la Parroquia de la Inmaculada Concepción de Chambas.
En abril del 2016, al quedar vacante la sede de la Arquidiócesis de Camagüey (cuando fue nombrado Mons. Juan García como Arzobispo de la Habana), fue elegido por el presbiterio camagüeyano como Administrador Diocesano, servicio que prestó hasta enero del año 2017 en que Mons. Wilfredo Pino Estévez comenzó como pastor de la sede camagüeyana.
El 8 de julio de 2017, fue nombrado Obispo de Ciego de Ávila, momento en que era Delegado del Clero de la Arquidiócesis de Camagüey en la Comisión Nacional de Sacerdotes, presidía el Área de Animación Bíblica en la Comisión Nacional de Catequesis y era profesor de Biblia en el Pre-Seminario “San Agustín” de Camagüey y “San Carlos y San Ambrosio” de La Habana.
El 30 de septiembre de 2017 es consagrado Obispo titular de Ciego de Ávila por Mons. Mario E. Mestril Vega, siendo los también consagrantes los arzobispos Juan de la C. García de La Habana y Wilfredo Pino de Camagüey. En dicha celebración tomó posesión además de la sede avileña.
El 7 de abril del 2022, es nombrado nuevo Obispo titular de la Diócesis de Matanzas. 

## Escudo episcopal
El campo del Escudo está dividido en tres cuarteles: en el cuartel superior izquierdo podemos ver la imagen del Cordero Pascual, el cual se encuentra en un fondo rojo en referencia a la Sangre derramada por Cristo para la salvación de los hombres.
El cuartel superior derecho contiene la palma y la espada, que representan a San Eugenio de la Palma, patrono de la ciudad de Ciego de Ávila y de la Diócesis del mismo nombre; estos atributos se encuentran en un fondo azul como el cielo de Cuba para indicar que la Diócesis de Ciego de Ávila es parte de la Iglesia que peregrina en esta nación.
En el cuartel inferior encontramos un libro abierto que contiene el anagrama de Cristo X,P  con las letras griegas Α y Ω en un fondo blanco, lo cual representa la Biblia y la pureza del mensaje contenido en la Palabra de Dios.
Rodeando el escudo se encuentra el capelo verde con seis borlas a cada lado junto a la cruz procesional simple, elementos correspondientes a un obispo. El Lema Episcopal se encuentra en la parte inferior y evoca la misión recibida